# Charlie y la fábrica de chocolate (videojuego de 2005)
Charlie and the Chocolate Factory (en español: Charlie y la fábrica de chocolate) es un videojuego de 2005 lanzado para las plataformas de Game Boy Advance, GameCube, PlayStation 2, Windows y Xbox. Está basado en la película del mismo nombre hecha por Tim Burton. El juego fue lanzado el mismo día del estreno de la película en Estados Unidos.
La mayoría del elenco de la película proporcionó su voz para el juego, excepto Johnny Depp, por lo que James Arnold Taylor tomó su lugar como la voz de Willy Wonka. La música original del juego fue compuesta por Winifred Phillips y producida por Winnie Waldron.

## Resumen
El primer objetivo del juego es ayudar a Charlie a encontrar dinero para comprar una barra de chocolate Wonka para ganar el boleto dorado. Esto sucede al comienzo del juego durante el tutorial de los controles que se usarán en los niveles futuros.
Gran parte del juego toma lugar en la fábrica de chocolate de Willy Wonka, donde los Oompa Loompas ayudarán al jugador en cada nivel. Al darles comandos, Charlie pasará por los desafíos y progresará por el juego. Cada Oompa Loompa se especializa en diferentes tareas como cosechar, soldar y trabajos de electricidad. Se podrán encontrar dulces esparcidos por los niveles, y recolectarlos potenciarán la energía de Charlie.
Cada nivel tiene los siguientes objetivos: Charlie deberá ayudar a Willy Wonka a quitar a Augustus Gloop del tubo del río de chocolate, enrollar a Violet Beauregarde a la sala de jugos, seguir a Veruca Salt por el vertedero y salvarla del incinerador, y liberar a Mike Teavee antes de que se encoja a sí mismo reparando la máquina de televisión de chocolate. A lo largo del juego, los Oompa Loompas ayudarán a Charlie a regresar a la fábrica de chocolate a la normalidad arreglando los errores que cometieron los niños autoindulgentes, al igual que ocuparse de los robots rebeldes.

## Recepción
El juego recibió reseñas generalmente negativas de parte de los críticos. Aunque los analistas aclamaran el argumento disfrutable del juego, la música y la presentación, la mayoría sintió que el control de los personajes en pantalla era extraño en el mejor de los casos, y les pareció que el juego fue demasiado corto. El sitio de videojuegos IGN le dio al juego una puntuación de 4,5 de 10 y GameSpot le dio una puntuación «pobre» de 4 de 10. PC Gamer calificó al juego con un 22%. Nintendo Power le dio a la versión de GameCube un 2,5 de 10 por el control tosco de la cámara y el intercambio de papeles.
Detroit Free Press le dio a la versión de Game Boy Advance una estrella de cuatro y dijo que «me gustan los juegos que involucran estrategia, pero este juego no tiene nada de eso. Haces lo que el juego te pide que hagas con poco uso del cerebro, pero sin estrategia». USA Today le dio al juego cuatro estrellas de diez y dijo que «en general, el juego es hermoso y los entornos son vívidos y exuberantes de color. La actuación de voz y la partitura están bien hechas pero no son grandiosas, y hay suficiente encanto para darle potencial a este juego. Pero los errores de diseño y las perspectivas molestas de cámara sabotean la jugabilidad, la cual es la parte más importante de un juego, y la experiencia se convierte más en frustración que placer».

## Banda sonora
La banda sonora original del videojuego Charlie and the Chocolate Factory fue compuesta por Winifred Phillips. En su reseña del juego para IGN, Juan Castro llamó a la música del juego «una muy buena banda sonora» y explicó más tarde en el artículo que «la música suena ambiental y atmosférica cuando debe. Lo mismo aplica a los sonidos extraños dentro de la fábrica».